# Bonnie Zacherle
Bonnie D. Zacherle – amerykańska ilustratorka i projektantka, twórczyni zabawek My Little Pony oraz Nerful.
Prowadziła także konsultacje dla firmy Bliss House w zakresie grafiki i rozwoju produktu. W 2003 roku została członkinią organizacji Women In Toys. Obecnie mieszka w Warrenton w stanie Wirginia.

## My Little Pony
W sierpniu 1981 roku, gdy była zatrudniona w firmie Hasbro, przy współpracy z rzeźbiarzem Charlesem Muenchingerem i menedżerem Steve'em D'Aguanno przedstawiła wniosek patentowy na "wzór zdobniczy dla zabawki - zwierzęcia". Patent o numerze U.S. #D269986 został przyznany w sierpniu 1983 roku.

## Nerful
W czerwcu 1985 roku Bonnie Zacherle złożyła serię wniosków patentowych na zabawki, które później stały się znane pod nazwą Nerful. Zabawki te były produkowane w latach 1985-1987 przez firmę Parker Brothers w USA, Kenner w Wielkiej Brytanii i Cromy w Argentynie.